# Home Team – Ein treffsicheres Team
Home Team – Ein treffsicheres Team (Originaltitel: Home Team) ist eine kanadische Sportkomödie aus dem Jahr 1998. Regie führte Allan A. Goldstein, das Drehbuch schrieben Jeff Lewis und Pierce O’Donnell.

## Handlung
Der Sportler Butler wird der Teilnahme an illegalen Wetten überführt. Er erhält eine Bewährungsstrafe, derer Auflage einjährige soziale Arbeit ist. Butler trainiert eine Fußballmannschaft der Kinder, die in einem Heim leben. Zuerst ist er wenig motiviert, dann engagiert er sich und das Team wird erfolgreich. Im Heimgebäude brennt es; Butler rettet einige Kinder und gilt als mutig.

## Kritiken
Film-Dienst schrieb, der Kinderfilm sei „vorhersehbar“. Er nehme „mit sympathischen Darstellern und ein wenig Ballartistik seine kleinen Zuschauer, deren Selbstbewusstsein gestärkt werden soll, für sich“ ein. „Zahlreiche Klischees, Sentiment und die holprige Dramaturgie“ würden „die pädagogische Absicht“ torpedieren.
Die Zeitschrift Cinema schrieb, die Komödie sei „nur ein leichter Lattentreffer“.

## Hintergründe
Der Film wurde in Montreal gedreht. Er wurde in Deutschland im August 2000 direkt auf Video veröffentlicht.